# Otel
Otel is het debuut studioalbum van de West-Vlaamse muziekgroep Ertebrekers. Het album dat uitgebracht werd op 25 maart 2016 bestaat uit twaalf nummers, waarvan de debuutsingle De zji het bekendst werd. Andere singles Eva Mendes en Party Too Much verkregen ook bekendheid en airplay. Het album werd eind 2016 genomineerd voor  een MIA in de categorie Beste album. Het album stond 76 weken bij de 200 populairste albums van Ultratop. 

## Promotie
Het album werd eerst voorgesteld tijdens enkele tv-en radioshows. Daarna werd er een festivaltournee doorheen Vlaanderen gepland.